# Bitanga i princeza
Bitanga i princeza (trad. Il mascalzone e la principessa) è il quarto album in studio del gruppo rock jugoslavo Bijelo Dugme, pubblicato nel 1979.

## Tracce
Tutte le tracce sono state scritte e composte da Goran Bregović.
1. Bitanga i princeza – 3:46
2. Ala je glupo zaboravit' njen broj – 3:53
3. Ipak, poželim neko pismo – 4:29
4. Kad zaboraviš juli – 4:29
5. Na zadnjem sjedištu moga auta – 3:56
6. A koliko si ih imala do sad – 4:18
7. Sve će to, mila moja, prekriti ruzmarin, snjegovi i šaš – 7:49

## Formazione
- Goran Bregović - chitarra
- Željko Bebek - voce
- Zoran Redžić - basso
- Điđi Jankelić - batteria
- Vlado Pravdić - tastiere